# 証言記録 東日本大震災
『証言記録 東日本大震災』（しょうげんきろく ひがしにほんだいしんさい）は、NHKで2012年1月から放送されているドキュメンタリー番組。2011年3月11日に発生した東北地方太平洋沖地震（東日本大震災）に遭遇した人々のインタビューで綴る番組である。
2012年1月7日に開始したミニ番組『あの日 わたしは 〜証言記録 東日本大震災〜』（あのひ わたしは 〜しょうげんきろく ひがしにほんだいしんさい〜）と同年1月29日に開始した長時間版『証言記録 東日本大震災』の2種類がある。本項目では両番組について記載する。

## 番組概要
東日本大震災での津波などによる甚大な被害状況などを後世に残すために、被災した人々の証言を基に制作されるドキュメンタリーで、2011年度から実施のNHK東日本大震災プロジェクトの通年キャンペーンの一環として放送されている。
震災後、NHKの各地方放送局では震災当時の状況をインタビューする取り組みが行われてきた。これらのインタビューは各地域の夕方のローカルニュースで放送されてきたが（代表例がNHK盛岡放送局のニュース番組『おばんですいわて』の「証言 あの日あの時」）、これらをまとめる形で再構成したものを『証言記録 東日本大震災』として放送する。
ミニ番組および長時間版とも各自治体の震災前の映像と被害状況の概要を伝えている。またオープニングでは、岩手県陸前高田市の高田松原で津波の被害を免れたいわゆる「奇跡の一本松」（高田松原の松のうち生き残った一本）が太陽に照らされている光景が使用されていたが、現在はアニメーションに変更されている。
2012年3月1日からは、この番組で放送されたものを「NHK東日本大震災アーカイブス」で公開している。

## 各番組概要

### ミニ番組
2012年1月7日の11時20分（総合テレビ）に初回の放送を開始。主に青森県から千葉県までの太平洋沿岸の各自治体（東京電力福島第一原子力発電所事故に伴う警戒区域が設定されている福島県双葉郡の自治体は同年4月以降に放送）が取り上げられている。放送開始時は字幕放送を実施していなかったが、2012年4月3日の総合テレビでの放送時から字幕放送を実施している。
なお、2018年以降は東日本大震災のほかに以下の災害を取り上げている。
- 熊本地震[3]
- 平成29年7月九州北部豪雨[4]
- 平成30年7月豪雨（西日本豪雨）[5]
- 北海道胆振東部地震
- 令和元年東日本台風（台風19号豪雨）

### 長時間版
2012年1月29日に放送を開始。月に1回もしくは2回、43分の長時間版が放送される。2012年4月以降は『明日へ -支えあおう-』（2016年1月に番組名を『明日へ つなげよう』に改題）枠内で放送されている。
| 回                          | タイトル                                                         | 放送日                       |
| --------------------------- | ---------------------------------------------------------------- | ---------------------------- |
| 第1回                       | 「岩手県陸前高田市」〜消防団が見た巨大津波〜                     | 2012年01月29日（総合テレビ） |
| 第2回                       | 「宮城県女川町」〜静かな港を襲った津波〜                         | 2012年02月26日（総合テレビ） |
| 第3回                       | 「福島県南相馬市」〜原発危機・翻弄された住民〜                   | 2012年03月20日（総合テレビ） |
| 第4回                       | 「岩手県大槌町」〜津波と火災におそわれた町〜                     | 2012年04月29日（総合テレビ） |
| 第5回                       | 「宮城県石巻市」〜北上川を遡上した大津波〜                       | 2012年05月20日（総合テレビ） |
| 第6回                       | 「福島県大熊町」〜1万1千人が消えた町〜                           | 2012年07月01日（総合テレビ） |
| 第7回                       | 「岩手県山田町」〜それでも海に生きる〜                           | 2012年09月02日（総合テレビ） |
| 第8回                       | 「宮城県山元町」〜“ベッドタウン”を襲った津波〜                   | 2012年09月16日（総合テレビ） |
| 第9回                       | 「福島県三春町」〜ヨウ素剤・決断に至る4日間〜                    | 2012年09月30日（総合テレビ） |
| 第10回                      | 「岩手県宮古市」〜三陸鉄道を襲った大津波〜                       | 2012年10月28日（総合テレビ） |
| 第11回                      | 「宮城県気仙沼市」〜津波火災と闘った島〜                         | 2012年12月02日（総合テレビ） |
| 第12回                      | 「福島県浪江町」〜大津波と原発事故に引き裂かれた町〜             | 2012年12月16日（総合テレビ） |
| 第13回                      | 「岩手県釜石市」〜津波で孤立した港町〜                           | 2013年02月03日（総合テレビ） |
| 第14回                      | 「宮城県南三陸町」〜高台の学校を襲った津波〜                     | 2013年02月17日（総合テレビ） |
| 第15回                      | 「福島県葛尾村」〜全村避難を決断した村〜                         | 2013年03月17日（総合テレビ） |
| 第16回                      | 「岩手県野田村」〜“祭り”を奪った津波〜                           | 2013年04月28日（総合テレビ） |
| 第17回                      | 「宮城県東松島市」〜指定避難所を襲った大津波〜                   | 2013年05月25日（総合テレビ） |
| 第18回                      | 「福島県飯舘村」〜逃げるか留まるか 迫られた選択〜                | 2013年06月30日（総合テレビ） |
| 第19回                      | 「岩手県大船渡市」〜静かな湾に押し寄せた大津波〜                 | 2013年08月04日（総合テレビ） |
| 第20回                      | 「宮城県多賀城市」〜産業道路の悪夢〜                             | 2013年09月01日（総合テレビ） |
| 第21回                      | 「福島県富岡町」〜“災害弱者”突然の避難〜                         | 2013年09月29日（総合テレビ） |
| 第22回                      | 「岩手県宮古市田老」〜巨大堤防を越えた津波〜                     | 2013年10月27日（総合テレビ） |
| 第23回                      | 「宮城県仙台市荒浜」〜住民の絆を引き裂いた大津波〜               | 2013年11月24日（総合テレビ） |
| 第24回                      | 「福島県相馬市」〜津波と放射能に巻き込まれて〜                   | 2013年12月15日（総合テレビ） |
| 第25回                      | 「岩手県大槌町」〜病院を襲った大津波〜                           | 2014年02月02日（総合テレビ） |
| 第26回                      | 「宮城県名取市」〜渋滞の道を襲った津波〜                         | 2014年02月23日（総合テレビ） |
| 第27回                      | 「福島県いわき市」〜そしてフラガールは帰ってきた〜               | 2014年03月16日（総合テレビ） |
| 第28回                      | 「千葉県旭市」〜遅れて来た大津波〜                               | 2014年04月27日（総合テレビ） |
| 第29回                      | 「宮城県石巻市」〜津波と火災に囲まれた日和山〜                   | 2014年06月01日（総合テレビ） |
| 第30回                      | 「福島県双葉町」〜放射能にさらされた病院〜                       | 2014年06月29日（総合テレビ） |
| 第31回                      | 「岩手県釜石市」〜身元確認・歯科医師たちの闘い〜                 | 2014年08月03日（総合テレビ） |
| 第32回                      | 「宮城県気仙沼市」〜杉ノ下高台の戒め〜                           | 2014年08月31日（総合テレビ） |
| 第33回                      | 「福島県南相馬市」〜孤立無援の街で生き抜く〜                     | 2014年09月28日（総合テレビ） |
| 第34回                      | 「岩手県遠野市」〜内陸の町 手探りの後方支援〜                    | 2014年10月26日（総合テレビ） |
| 第35回                      | 「宮城県仙台空港」〜津波まで70分 空の男たちの闘い〜              | 2014年11月30日（総合テレビ） |
| 第36回                      | 「福島県新地町」〜津波は知っているつもりだった〜                 | 2014年12月14日（総合テレビ） |
| 第37回                      | 「岩手県大船渡市」〜ガレキの山 命をつなぐ道をひらく〜            | 2015年01月31日（総合テレビ） |
| 第38回                      | 「宮城県女川町」〜巨大防潮堤は要らない 決断のわけ〜              | 2015年02月22日（総合テレビ） |
| 第39回                      | 「福島県郡山市」〜ガソリン不足を救え！ 臨時石油列車〜            | 2015年03月15日（総合テレビ） |
| 第40回                      | 「岩手県陸前高田市」〜いのちの情報”を届けろ 広報臨時号〜         | 2015年04月26日（総合テレビ） |
| 第41回                      | 「宮城県石巻市雄勝町」〜地区壊滅 命がけの救援要請〜              | 2015年05月31日（総合テレビ） |
| 第42回                      | 「福島県富岡町」〜原発事故 想定が崩れたとき〜                    | 2015年06月28日（総合テレビ） |
| 第43回                      | 「岩手県大槌町・陸前高田市」〜水を届けろ 神戸市水道局の100日間〜 | 2015年07月26日（総合テレビ） |
| 第44回                      | 「宮城県石巻市」〜避難所と在宅避難者のモノ語り〜                 | 2015年08月30日（総合テレビ） |
| 第45回                      | 「福島県双葉町」〜原発事故 翻弄された外国人たち〜                | 2015年09月27日（総合テレビ） |
| 第46回                      | 「岩手県大槌町吉里吉里」〜待たずに動け 自主災害対策本部〜        | 2015年10月25日（総合テレビ） |
| 第47回                      | 「宮城県多賀城駐屯地」〜自衛隊員 遠い家族〜                      | 2015年11月29日（総合テレビ） |
| 第48回                      | 「福島県飯舘村」〜廃業か継続か 牛飼いの決断〜                    | 2015年12月13日（総合テレビ） |
| 第49回                      | 「岩手県釜石市」〜土葬か火葬か 安らかに送りたい〜                | 2016年01月31日（総合テレビ） |
| 第50回                      | 「福島県浪江町」〜放射能と闘った消防士たち〜                     | 2016年02月21日（総合テレビ） |
| 第51回                      | 「宮城県石巻市」〜復興の煙をあげろ! 製紙工場の挑戦〜             | 2016年02月28日（総合テレビ） |
| 第52回                      | 「宮城県石巻市」〜3000枚の命のカード〜                           | 2016年05月01日（総合テレビ） |
| 第53回                      | 「ピアノよ 被災地へ届け」                                        | 2016年06月05日（総合テレビ） |
| 第54回                      | 「福島県南相馬市」〜原発バス避難 試練の2週間〜                   | 2016年07月17日（総合テレビ） |
| 第55回                      | 「岩手県大槌町」〜行政機能を失った町役場〜                       | 2016年08月28日（総合テレビ） |
| 第56回                      | 「宮城県東松島市」〜二本の列車 明暗を分けた停止位置〜            | 2016年09月25日（総合テレビ） |
| 第57回                      | 「福島県須賀川市」〜放射能の不安と闘った病院〜                   | 2016年10月30日（総合テレビ） |
| 第58回                      | 「千葉県浦安市」〜液状化の衝撃 水と闘った1か月〜                 | 2016年11月20日（総合テレビ） |
| 第59回                      | 「宮城県仙台市」〜動物園の“いのち”を守る〜」                     | 2016年12月04日（総合テレビ） |
| 第60回                      | 「岩手県大船渡市」〜町よ甦れ！ガレキとの総力戦〜                 | 2017年01月29日（総合テレビ） |
| 第61回                      | 「福島県」見えない恐怖の中で 〜緊急被ばく医療の闘い〜            | 2017年02月26日（総合テレビ） |
| 第62回                      | 「宮城県南三陸町」〜津波でつかんだ最後のチャンス〜               | 2017年03月05日（総合テレビ） |
| 第63回                      | 声なき人を救え 〜災害派遣医療チームの格闘〜                      | 2017年04月23日（総合テレビ） |
| 出典：証言記録 東日本大震災 |                                                                  |                              |

### 特別版
特別版として『いつか来る日のために 証言記録スペシャル』が2013年から放送されている。
| 番組名 | 放送日時（総合テレビ）                                               | 主な出演者（筆頭は司会者） |
| --- | -------------------------------------------------------------------- | --- |
| いつか来る日のために 証言記録スペシャル 帰宅困難                                                                    | 2013年3月15日 10:00 - 10:49 2013年3月19日 2:40 - 3:29（3月18日深夜） | 礒野佑子、中林一樹（明治大学大学院教授）                                                                                         |
| いつか来る日のために 証言記録スペシャル リーダーの決断                                                              | 2013年9月1日 15:05 - 15:54                                           | 礒野佑子、今村文彦 |
| いつか来る日のために 証言記録スペシャル まだ先が見えない                                                            | 2014年3月8日 16:00 - 16:44 2014年3月11日 10:15 - 10:59               | 礒野佑子、鎌田實、高橋ジョージ                                                                                                   |
| いつか来る日のために 証言記録スペシャル 高齢者の避難                                                                | 2014年9月7日 15:32 - 16:21 2014年9月12日 2:40 - 3:29（9月11日深夜）  | なし |
| いつか来る日のために 証言記録スペシャル 命を守る避難とは                                                            | 2015年3月7日 17:00 - 17:44 2015年3月11日 10:15 - 10:59               | 松村正代、矢守克也（京都大学教授）、サヘル・ローズ                                                                               |
| いつか来る日のために 証言記録スペシャル 学校で命を守る                                                              | 2015年9月5日 16:30 - 17:14 2016年1月5日 2:00 - 2:44（1月4日深夜）    | 與芝由三栄、田端健人、福田萌 |
| いつか来る日のために 証言記録スペシャル 心の復興をめざして                                                          | 2016年3月11日 10:15 - 10:59 2016年3月15日 2:00 - 2:44（3月14日深夜） | 礒野佑子、鎌田實、生島ヒロシ |
| いつか来る日のために 証言記録スペシャル 避難所で生き抜く                                                            | 2016年9月1日 10:15 - 10:59 2016年9月3日 1:55 - 2:39（9月2日深夜）    | 石井かおる、河田惠昭、さだまさし                                                                                                 |
| いつか来る日のために 証言記録スペシャル 大震災の教訓は生かされたか                                                  | 2017年3月5日 17:00 - 17:50                                           | 與芝由三栄、今村文彦、有森裕子                                                                                                   |
| いつか来る日のために 証言記録スペシャル 被災地支援                                                                  | 2017年9月2日 16:40 - 17:24 2017年9月11日 10:15 - 10:59               | 礒野佑子、サンドウィッチマン（伊達みきお・富澤たけし）                                                                           |
| いつか来る日のために 証言記録スペシャル 震災7年 気仙沼の"あの人"は今                                                | 2018年3月10日 10:05 - 10:54                                          | 礒野佑子、中林一樹（明治大学大学院教授）、サンドウィッチマン（伊達みきお・富澤たけし）、生島ヒロシ、田中寛人（ナレーション）     |
| いつか来る日のために 証言記録スペシャル 震災を伝える                                                                | 2018年9月2日 17:05 - 17:54                                           | 礒野佑子、サンドウィッチマン（伊達みきお・富澤たけし）、カンニング竹山                                                           |
| いつか来る日のために 証言記録スペシャル 我がことにするには （この回から西日本豪雨などの災害を取り上げるようになる） | 2019年3月9日 16:20 - 17:09                                           | 礒野佑子、山村武彦（防災システム研究所所長）、サンドウィッチマン（伊達みきお・富澤たけし）、風見しんご、大嶋貴志（ナレーション） |
| 証言記録スペシャル いつか来る日のために 雨季到来!いますぐ役立つ"豪雨対策"                                           | 2019年6月16日 15:06 - 15:55 2019年6月29日 2:10 - 2:59（6月28日深夜） | 合原明子・サンドウィッチマン（伊達みきお・富澤たけし）、矢守克也（京都大学教授）、山下真司、MEGUMI、小林優子（声）               |
| 証言記録スペシャル いつか来る日のために 災害から子どもの心を守る                                                    | 2020年3月8日 13:07 - 13:55 2020年3月13日 2:10 - 2:19（3月12日深夜）  | 武田真一、カンニング竹山、関根麻里、出田奈々（ナレーション）                                                                     |

## 放送時間
ここでは『あの日 わたしは 〜証言記録 東日本大震災〜』の主な放送時間を記載する（いずれも日本標準時）。なお、総合テレビでの放送は国会中継、高校野球中継などで休止になる場合がある。
2012年1月 - 3月
- 平日 10:50 - 10:55（総合テレビ、2012年1月11日から）
  - 1月11日より『歌うコンシェルジュ』（火曜日 - 金曜日）の放送時間が5分短縮となる。
- 平日 13:50 - 13:55（総合テレビ、2012年2月27日 - 2012年3月7日）
  - 当該期間は『スタジオパークからこんにちは』の放送時間が5分短縮となったが、3月12日より通常放送となる。
- 土曜日 11:20 - 11:25（総合テレビ、2012年1月7日から）
- 日曜日 8:55 - 9:00（Eテレ）
- 火曜日 - 日曜日の4時台（総合テレビ・ミッドナイトチャンネル枠、2012年3月10日で終了）
  - この他、土曜日・日曜日の16時台や17時台（総合テレビ）、『NHKとっておきサンデー』内などでも放送される場合がある。また、2月からはBS1でも放送が行われていた（放送時間は不定）。

2012年度
特記のないものは全て総合テレビでの放送。
- 火曜日 - 金曜日 10:50 - 10:55（国会中継、高校野球中継が実施される場合は休止）
- 木曜日 16:40 - 16:45（2012年10月 - 2013年3月、国会中継、高校野球中継、大相撲中継が実施される場合は休止）
- 金曜日 23:50 - 23:55（Eテレ）
- 土曜日 12:40 - 12:45（2012年10月 - 、岩手・宮城・福島県のみ）

2013年度
特記のないものは全て総合テレビでの放送。
- 月曜日 - 木曜日 10:50 - 10:55（国会中継、高校野球中継が実施される場合は休止）
- 木曜日 23:20 - 23:25（Eテレ）

2017年度
- 月曜日 - 木曜日 10:50 - 10:55（国会中継、高校野球中継、祝日の場合は休止）

Eテレでの放送は2016年度をもって終了。

## 出演者

### ミニ番組
ナレーション　
- 出山知樹　(2012年1月 - 2015年5月)
- 礒野佑子　(2012年1月 - 2014年3月)
- 松村正代　(2014年4月 - )
- 野村正育　(2015年6月 - )

### 長時間版
司会
- 礒野佑子　(2012年1月 - 2014年3月)
- 松村正代　(2014年4月 - )

## 受賞歴
ギャラクシー賞
- 第22回「岩手県宮古市田老」〜巨大堤防を越えた津波〜（第51回奨励賞、2013年度）
- 第42回「福島県富岡町」〜原発事故 想定が崩れたとき〜（第53回奨励賞、2015年度）
- 第54回「福島県南相馬市」〜原発バス避難 試練の2週間〜（第54回奨励賞、2016年度）
- 第67回福島県「核燃料プールを冷やせ!〜自衛隊と消防 決死の放水作戦〜」（第55回奨励賞、2017年度）